# Fred Schmidt
Pour les articles homonymes, voir Schmidt.
Frederick Weber Schmidt, né le 23 octobre 1943 à Evanston (Illinois), est un nageur américain. Lors des Jeux olympiques d'été de 1964 disputés à Tokyo, il a obtenu la médaille d'or au du 4 × 100 m quatre nages, lors duquel les Américains ont amélioré le record du monde. En individuel, il a obtenu la médaille de bronze lors du 200 mètres papillon.
Il a détenu le record du monde du 100 mètres papillon entre le 20 août 1961 et le 24 avril 1962.

## Palmarès

### Jeux olympiques
- médaille d'or au relais 4 × 100 m quatre nages aux Jeux olympiques de Tokyo en 1964
- médaille de bronze au 100 m papillon aux Jeux olympiques de Tokyo en 1964

### Jeux panaméricains
- médaille d'argent au 200 m papillon à São Paulo en 1963